# أمريكا دي كالي
أمريكا دي كالي (بالإسبانية: América de Cali) وهو نادي كُرَة قَدَم كولومبي متمركز في مدينة كالي تأسس في سنة 1918 وهو يلعب حالياً في الدوري الكولومبي لكرة القدم الدرجة الثانية وملعبه الرئيسي إستاد باسكوال ويتسع ل42 ألف مشجع.